# Kanton Marchenoir
Kanton Marchenoir (francouzsky Canton de Marchenoir) je francouzský kanton v departementu Loir-et-Cher v regionu Centre-Val de Loire. Tvoří ho 18 obcí.

## Obce kantonu
- Autainville
- Beauvilliers
- Boisseau
- Briou
- Conan
- Concriers
- Josnes
- Lorges
- La Madeleine-Villefrouin
- Marchenoir
- Oucques
- Le Plessis-l'Échelle
- Roches
- Saint-Laurent-des-Bois
- Saint-Léonard-en-Beauce
- Séris
- Talcy
- Villeneuve-Frouville